# Anaweka (fleuve)
La rivière Anaweka  (anglais : Anaweka River) est une petite rivière de la zone reculée du district de Tasman, en région de Tasman, de l’Ile du Sud de la  Nouvelle-Zélande. 

## Géographie
Sa source est située sur les pentes du  Mont " White " dans la chaîne de « Wakamarama Range ».
La rivière s’écoule vers la Mer de Tasman, l’embouchure étant à environ à 3 km au sud de l’extrémité Sud de la route allant de Farewell Spit à Collingwood.